# Ołeksandr Szczerbakow
Ołeksandr Iwanowycz Szczerbakow, ukr. Олександр Іванович Щербаков, ros. Александр Иванович Щербаков, Aleksandr Iwanowicz Szczierbakow (ur. 18 stycznia 1960 w Krzywym Rogu) – ukraiński piłkarz, grający na pozycji napastnika, a wcześniej pomocnika, trener piłkarski.

## Kariera zawodnicza
W 1973 wstąpił do Szkoły Piłkarskiej Krywbasa Krzywy Róg, w którym rozpoczął karierę piłkarską. Pierwszy trener – W.N.Jasznyk. W latach 1979–1980 „odbywał służbę wojskową” w SKA Kijów. Po zakończeniu służby został piłkarzem Dniapro Mohylew, skąd w 1983 przeniósł się do Czornomorca Odessa. Sezon 1986 spędził w Dynamie Kijów, ale po zakończeniu sezonu powrócił do Czornomorca. Po rozpadzie ZSRR wyjechał zagranicę, gdzie bronił barw klubów Vasas SC i Karpaty Krosno. Na początku 1993 kolejny raz powrócił do Czornomorca, ale latem podpisał roczny kontrakt z izraelskim Hapoel Beer Szewa. Po zakończeniu kontraktu powrócił do Ukrainy, gdzie został piłkarzem wtedy amatorskiego jeszcze zespołu Dnister Owidiopol. W międzyczasie potrafił również występować w innych amatorskich drużynach, takich jak Birzuła Kotowsk, Riszelje Odessa, Rybak Odessa, Wiktoria Iwanówka. W 1997 podpisał kontrakt z SK Odessa, w którym pełnił również funkcje trenera.

## Kariera trenerska
Jeszcze będąc piłkarzem SK Odessa rozpoczął karierę trenerską, łącząc funkcje piłkarskie i trenerskie. Od sierpnia 1997 do lata 1999 prowadził zespół odeski, z wyjątkiem okresu od października 1997 do października 1998, kiedy to był asystentem trenera. Po rozformowaniu SK Odessa w 1999 prowadził potem amatorski zespół CSKA-3 Kijów. W sezonie 2001/02 oraz 2002/03 pomagał trenować klub Obołoń Kijów, z którym awansował w 2002 do Wyższej Lihi. Latem 2003 otrzymał propozycję pracy na stanowisku głównego trenera drugoligowego klubu FK Czerkasy, który później zmienił nazwę na Dnipro Czerkasy. W sierpniu 2007 objął stanowisko głównego trenera Stali Dnieprodzierżyńsk. Od lipca do sierpnia 2019 trenował Hirnyk-Sport Komsomolsk.

## Sukcesy i odznaczenia
Sukcesy klubowe
- Mistrz ZSRR: 1986
- Zdobywca Pucharu ZSRR: 1987
- Zdobywca Pucharu Federacji Piłki Nożnej ZSRR: 1990
- Zdobywca Superpucharu ZSRR: 1986

Odznaczenia
- tytuł Mistrza Sportu ZSRR: 1984